# Йохан Якоб фон Атемс
Йохан Якоб фон Атемс (на немски: Johann Jacob Graf von Attems; * 1598; † 30 март 1670 в дворец Танценберг в Санкт Файт ан дер Глан, Каринтия) е от 1630 г. граф на Атемс, фрайхер на Хайлигенкройц. Той е също господар на Танценберг близо до Клагенфурт, господар на Горен и Долен Фалкенщайн, на Лучинико и Кампаня близо до Гьорц/Горица, имперски камерхер и губернатор на Каринтия.

## Биография
Роден е през 1598 година. Той е вторият син на фрайхер Херман фон Атемс, господар на Хайлигенкройц (1564 – 1611), имперски камерхер, дипломат, и съпругата му фрайин Урсула Бройнер фон Щюбинг (ок. 1568 – 1641), дъщеря на фрайхер Карл Каспар Бройнер-Щубинг († 1616) и фрайин Елеонора фон Филинген цу Шьоненберг и Зеефридсберг († 1603). Внук е на Якоб Адам (1526 – 1590) и Катарина фон Брайзах-Катценцунген (*	1538).
Йохан Якоб фон Атемс е издигнат на 6 септември 1630 г. в Регенсбург на имперски граф на Атемс и на фрайхер на Хайлигенкрьоц заедно с братята му Йохан Фридрих фон Атемс (1593 – 1663) и Фердинанд фон Атемс (1603 – 1634, убит при Лигница). Най-малкият му брат е Максимилиан Херман (1604/1607 - 22 септември 1684, Виена).
Умира на 30 март 1670 година в дворец Танценберг, Каринтия, Австрия.

## Фамилия
Първи брак: на 26 февруари 1623 г. в Райхенбург ан дер Саве се жени за Анна Катарина Гал фон Галенщайн († май 1624, Райхенбург, Швейцария). Бракът е бездетен.
Втори брак: на 16 януари 1626 г. в Клагенфурт се жени за графиня Юдит Мария фон Татенбах-Райнщайн (* 5 октомври/декември 1605, Олимие, Долна Щирия; † 6 юни 1672, дворец Танценберг), дъщеря на граф Ханс Кристоф фон Татенбах (1574 – 1627) и фрайин Юдит Рьош фон Зунтберг († 1636). Те имат 14 деца:
- Елеонора Цецилия фон Атемс (* ок. 1626, Райхенбург; † сл. 1646)
- син (*/† ок. 1628)
- Херман Якоб фон Атемс (* ок. 1631, Райхенбург; † 2 май 1693, Шпеса при Гьорц)
- Йохан Вилхелм фон Атемс (* ок. 1632, Райхенбург; † сл. 1715, Трабушген-Тентшах), женен I. на 9 февруари 1659 г. за фрайин Регина фон Ернау (* 22 април 1623; † ок. 1667), II. на 17 октомври 1667 г. в Клагенфурт за графиня Франциска Сидония Орсини фон Розенберг (* 5 октомври 1651; † сл. 1680), III. на 23 юли 1691 г. в Ран, Долна Щирия за графиня Мария Юлиана Франгепан фон Беглия († 1693)
- Йохан Хайнрих фон Атемс (* ок. 1633, Райхенбург; † 10 август 1711, Лучинико)
- Лудовика Розалия Анна Хенрика фон Атемс (* ок. 1636, Райхенбург; † 1 юни 1709, Йотинген, Бавария), омъжена на 11 февруари 1654 г. в Танценберг за граф Йохан Франц фон Йотинген-Шпилберг (* 13 юни 1630/1631; † 21/25 ноември 1665)
- Марианна Катарина Елеонора фон Атемс (* ок. 1637, Райхенбург; † сл. 19 април 1698), омъжена януари 1659 г. за фрайхер Конрад Рус фон Русенщайн
- Франц Андреас фон Атемс (* ок. 1639; † 22 октомври 1735, Танценберг)
- Урсула фон Атемс (* 12 октомври 1640, Клагенфурт)
- син (* ок. 1642; † млад)
- Йохан Филип фон Атемс (* 2 април 1643, Клагенфурт)
- син (*1644; † млад)
- син (*1646; † млад)
- Йохана Барбара фон Атемс (* ок. 1650, Танценберг; † 29 август 1710, Лучинико), омъжена 1668/1670 г. за граф Йохан Михаел фон Турн-Валзасина фон Шпеса и Вилалта (* 13 февруари 1639; † сл. 1705)